# Holger Badstuber
Holger Badstuber (ur. 13 marca 1989 w Memmingen) – niemiecki piłkarz, który występował na pozycji obrońcy. W latach 2010–2015 reprezentant Niemiec. Brązowy medalista Mistrzostw Świata 2010.

## Kariera
Zaczął karierę jako junior w VfB Stuttgart, a w 2002 przeniósł się do Bayernu Monachium. W 2007 zadebiutował w drużynie rezerw, a w lipcu 2009 podpisał kontrakt z drużyną seniorów Bayernu Monachium. W Bundeslidze zadebiutował 8 sierpnia w zremisowanym 1:1 meczu z TSG 1899 Hoffenheim. Od początku sezonu 2009/2010 Badstuber stał się podstawowym zawodnikiem Bayernu.
28 listopada 2012, w 14. kolejce sezonu 2012/13 zagrał swój 100. mecz w Bundeslidze. 1 grudnia 2012 w meczu Bundesligi przeciwko Borussii Dortmund zerwał wiązadła krzyżowe. W lutym 2013 przedłużył swój kontrakt z Bayernem o 3 lata, do 2017. Pod koniec sezonu 2012/13 podczas świętowania ze swoją drużyną zdobycia Bundesligi odnowiła mu się kontuzja, przez co w sezonie 2013/14 nie zagrał żadnego spotkania w trykocie Bayernu. Do treningów powrócił w lipcu 2014. W sezonie 2014/15 w meczu 3. kolejki Bundesligi, 13 września przeciw VfB Stuttgart ponownie zerwał wiązadła krzyżowe.
Zadebiutował w seniorskiej reprezentacji 29 maja 2010 w meczu towarzyskim przeciwko Węgrom wygranym przez Niemcy 3:0, po czym znalazł się w kadrze na nadchodzący mundial, na którym zdobył brązowy medal. Pierwszego gola w kadrze seniorów zdobył 7 września 2010, w wygranym meczu przez Niemcy z reprezentacją Azerbejdżanu 6:1 w ramach Eliminacji EURO 2012. Jest wspominany z częstego okresu rekonwalescencji, gdyż często doznawał kontuzji.
W lipcu 2017 roku został zawodnikiem VfB Stuttgart, który w sezonie 2015/2016 wrócił do pierwszej Bundesligi.
5 września 2022 roku zakończył piłkarską karierę.